# Georgică Severin
Georgică Severin (n. 22 aprilie 1960

, Câmpina. Județul Prahova) este un om politic român, membru al Partidului Social Democrat (România), fost senator în legislaturile 2008-2012 și 2012-2016. Fost președinte - director general al Societății Române de Radiodifuziune.

## Educație și formare
Absolvent al  Colegiului Național „Nichita Stănescu” din Ploiești (1979). Urmează, între 1980 și 1984, cursurile Facultății de Istorie și Filosofie a Universității București. Absolvent al Programului postuniversitar de formare și dezvoltare profesională „Securitate și bună guvernare” la Colegiul Național de Apărare (2014) și al Programului postuniversitar de formare și dezvoltare profesională „Politică externă și diplomație” la Institutul Diplomatic Român (2016).

## Activitate profesională
Profesor de istorie la Colegiul Național Nicolae Grigorescu din Câmpina (1984-1990). Director executiv la S.C. Pelsev SRL Câmpina (1990-1992). Director executiv la Grupul de firme SIGA Câmpina (1992-1997). Director general, președinte al Consiliului de Administrație la S.C. Ski Alpin SA Sinaia (1999). Director general la Grupul Media QED Câmpina - Prima Tv Câmpina, Revista Zarva (1999-2008). Între 2008 și 2016 este senator, ales în circumscripția electorală nr. 31 Prahova. Membru al Grupului parlamentar al Partidului Democrat Liberal (România) (2008-2010), apoi al Grupului parlamentar al Partidului Social Democrat (România) (2010-2016). Președintele Comisiei pentru cultură și media a Senatului (2012-2016). Președintele Comisiei de anchetă privind interceptările telefonice ale magistratului Corneliu Bârsan, judecător la CEDO (2013-2014). Membru al Comisei speciale pentru evaluarea democrației și statutului de drept (2015-2016). Membru al Delegației române la Adunarea Parlamentară a Francofoniei (2009-2012 și 2013-2016). Președintele Grupului parlamentar de prietenie România – Elveția și membru al Grupurilor parlamentare de prietenie România - Algeria, România - Liban, România - Grecia, România - Australia, România - Bosnia și Herțegovina și România - Egipt. Începând cu luna aprilie și până în septembrie 2017 este numit de Parlamentul României Director general interimar al Societății Române de Radiodifuziune. Din 27 septembrie 2017 este Președinte - director general al SRR.  

## Activitate politică
Membru al Partidului Democrat Liberal (România) (2008-2010). În 2010 demisionează din PD-L și se înscrie în Partidul Social Democrat (România). Vicepreședinte al Organizației Județene Prahova a PSD (2010-2013). Membru al Comitetului Executiv Național al PSD (2013-2015). Membru al Consiliului Național al PSD (2013-2015).   

## Distincții
Decorat cu Ordinul Francofoniei și Dialogului Culturilor („Ordre de la Pléiade”) în grad de Mare Ofițer (noiembrie 2016)

## Viață personală
Este căsătorit cu Simona Cătălina Severin și are o fiică, Anca Monica.